# Ryomen Sukuna
Ryomen Sukuna (両面 宿儺?, Ryōmen Sukuna) è un personaggio immaginario e il principale antagonista della serie manga e anime Jujutsu kaisen - Sorcery Fight, creata da Gege Akutami. Stregone vissuto durante l’era Heian, era conosciuto come il Re delle Maledizioni ed è ricordato come il più grande stregone mai esistito. Sebbene originariamente umano, dopo la morte Sukuna non fu completamente distrutto a causa della sua enorme energia maledetta. Le sue venti dita furono conservate come potenti oggetti maledetti indistruttibili, ciascuna contenente una parte del suo potere. Queste reliquie sono note come "le dita di Sukuna".
All’inizio della storia, Yuji Itadori ingerisce una delle dita di Sukuna, diventando così il suo "Ricipiente" ovvero l’ospite umano capace di contenere il suo spirito maledetto, e riportando parzialmente in vita Sukuna.
Nell’adattamento anime, il personaggio è doppiato da Junichi Suwabe in giapponese e da Mattia Bressan in italiano. Il comportamento sadico e “terrificante” di Sukuna, nel ruolo di antagonista della serie, è stato ampiamente elogiato, insieme alla complessa e duale relazione con Yuji.

## Creazione e concezione
Secondo Gege Akutami, Sukuna è "meno uno stregone e più un disastro ambulante". È stato concepito come una figura crudele, narcisista, depravata e supremamente arrogante all'interno della storia. L’ispirazione per il personaggio deriva dalla figura mitologica reale di Ryōmen Sukuna, menzionata nel classico libro Nihon Shoki. In questo testo antico, Sukuna è descritto con un aspetto fantastico — due facce e quattro braccia — e una natura demoniaca e maligna, caratteristiche che sono state trasposte nel personaggio della serie.
Nella storia antica, Sukuna era un nemico della famiglia Yamato, ma in alcune regioni era anche venerato come divinità. Tuttavia, la sua immagine venne associata all’immaginario demoniaco dopo che la Casa imperiale del Giappone lo dichiarò una forza viziosa della natura. Il termine Ryōmen significa "bifronte", un aggettivo che può essere applicato al personaggio sia in senso letterale che figurato.
Sukuna non ha mai avuto moglie né famiglia durante la sua vita umana, ed era temuto persino meno di Satoru Gojo, a causa della maggiore brutalità del mondo delle maledizioni nell’epoca in cui viveva. Inoltre, Akutami ha affermato che Sukuna "ucciderà chiunque in un istante" e che è privo di morale, traendo piacere dal rendere la vita difficile a Yuji.

## Biografia del personaggio
Più di 1 000 anni fa, durante l'era Heian, Sukuna era un potente stregone, servito da un subalterno di nome Uraume. All'inizio della storia, il suo potere è sigillato in venti dita mummificate sparse per il mondo. Megumi Fushiguro rintraccia una di queste dita alla Sugisawa High School. Durante un attacco da parte di spiriti maledetti, Yuji Itadori ingerisce la reliquia e diventa uno stregone, permettendo a Sukuna di risvegliarsi all'interno del suo corpo.
Sebbene Yuji mantenga il controllo sul proprio corpo, viene condannato a morte a causa del pericolo rappresentato dalla presenza di Sukuna, trovando protezione solo grazie all’intervento di Satoru Gojo.
Durante una missione per contenere uno Spirito Maledetto di Grado Speciale, Yuji e i suoi compagni si trovano in grave pericolo. In un momento disperato, Yuji cede il controllo a Sukuna, che elimina facilmente l’avversario. Tuttavia, approfittando della libertà temporanea, Sukuna strappa il cuore di Yuji e tenta di uccidere Fushiguro, mostrando un crescente interesse nei suoi confronti. Quando Yuji riesce a riprendere coscienza, muore momentaneamente e si ritrova faccia a faccia con Sukuna all’interno della propria anima. Qui, Sukuna gli offre di riportarlo in vita in cambio di un patto segreto che gli permetterà, in futuro, di prendere il controllo del corpo per un breve momento. Da quel momento in poi, Sukuna rimane silente, fino all’incontro con lo Spirito Maledetto Mahito, durante il quale schernisce Yuji per la perdita di un amico.
Durante l’incidente di Shibuya, Yuji subisce gravi ferite e lo Spirito Maledetto Jogo lo alimenta forzatamente con numerose dita di Sukuna. Sebbene inizialmente indifferente a Jogo, Sukuna finisce per elogiarne la forza prima di ucciderlo in una battaglia devastante che devasta l’intera città. Dopo lo scontro, Sukuna si riunisce con Uraume, rivelando di avere un piano per ottenere la libertà. Successivamente, salva Megumi da Mahoraga, uno Shikigami evocato, radendo al suolo gran parte del distretto di Shibuya nel processo, prima di restituire il controllo del corpo a un Yuji profondamente traumatizzato.
Durante il culmine del Girone Mietitore, Sukuna prende con la forza il corpo di Megumi costringendolo a ingoiare un dito di Yuji affrontando Maki e quest’ultimo dopo il suo risveglio, prima di fuggire con Uraume. Per mettere a tacere completamente lo spirito di Fushiguro, questi uccide sua sorella Tsumiki, anch'essa posseduta dallo stregone Yorozu. Dopo un po' di tempo, Sukuna salva Kenjaku da un attacco di Gojo, appena liberato, con il quale accetta di combattere il 24 dicembre.
Dopo aver riacquistato tutti i suoi poteri, Sukuna affronta Gojo. A prima vista sconfitto, Sukuna si adatta alla tecnica di Gojo e lo uccide. Sukuna viene poi sfidato da, Hajime Kashimo, che lo costringe a tornare alla sua vera forma a quattro braccia. Yuji sfida ulteriormente Sukuna a un processo con Higuruma, che usa il suo dominio  per indebolire il potere di Sukuna portandolo a processo per i suoi crimini in un tribunale penale. Sukuna sconfigge Higuruma e attacca Yuji e Yuta, ferendoli. Maki  ritorna per affrontarlo, ma viene atterrata da un potente pugno di Sukuna. Kusakabe si unisce alla lotta ma viene sconfitto da Sukuna, e vien salvato da una coppia di stregoni alleati di Suguru Geto che infliggono gravi danni a Sukuna, ma decidono di porre fine allo scontro prima di ferirsi a loro volta.
Yuji, Choso e Maki continuano la lotta contro Sukuna. Durante questo arco narrativo viene anche rivelato che mille anni fa Sukuna mangiò suo fratello gemello mentre era ancora nel grembo materno e che Kenjaku usò l'anima del suo gemello per creare Jin Itadori, rendendo Yuji il nipote di Sukuna. Yuji, Choso e Maki continuano a scambiarsi colpi con Sukuna, che usa un'espansione del dominio che dura 99 secondi, e le stesse fiamme che ha usato per incenerire Jogo e Mahoraga.  Con queste fiamme uccide Choso, che si sacrifica per salvare Yuji, lasciando lui e Sukuna soli sul campo di battaglia prima che Aoi Todo, che teletrasporta Maki e Ino con il suo incantesimo innato, li interrompa. Insieme, Todo e Itadori riescono a infliggere gravi ferite a Sukuna prima che possa generare un'altra espansione territoriale; viene poi fermato sul posto da una figura somigliante a Gojo, apparentemente ritornato dalla morte. Ma in realtà si scopre che si tratta di Yuta Okkotsu, che utilizza la tecnica di Kenjaku, che consiste nel cambiare corpo per prendere il controllo del corpo di Gojo. Sukuna si scusa con Yuta per averlo sottovalutato all'inizio della battaglia.
Con l'aiuto di Inumaki, Yuta paralizza Sukuna per un attimo e gli scaglia contro il Bagliore Viola. Sukuna suda freddo per un attimo, ma la tecnica di Yuta è imperfetta e, malgrado rompa il suo dominio, infrange anche la barriera del suo, portando le tecniche di entrambi ad esaurirsi temporaneamente. Okkotsu collassa a terra perché senza tecnica maledetta attiva anche quella con cui controlla il corpo di Gojo è esaurita. Sukuna resta solo con Yuji, che usa il suo dominio e gli offre di risparmiarlo se in cambio tornerà nel suo corpo. Sukuna, irritato dall'arroganza del suo precedente contenitore, dichiara che ucciderà lui e tutti coloro che gli stanno vicino. Poco prima di attivare il suo dominio per finire il combattimento, però, Sukuna viene trafitto dalla Risonanza di Nobara sul suo ultimo dito, che Gojo aveva nascosto. Questo permette al Reliquiario di Yuji di tagliare il confine che separa l'anima di Megumi dalla sua, Sukuna tenta quindi un ultimo assalto nel corpo a corpo, ma viene infine sconfitto da un Lampo Nero di Yuji, separato da Megumi resta in una massa maledetta di bocche e occhi che pian piano si riduce fino a divenire polvere, dopo aver rifiutato l'offerta di redenzione di Yuji.

## Accoglienza
L’arroganza di Sukuna e la sua "dimostrazione quasi casuale di gestire l’immensa energia maledetta" sono state elogiate da Sportskeeda, che lo ha definito "maestoso e terrificante", nonché "l’ultimo cattivo degli anime", considerandolo uno dei villain shōnen più amati. Chingy Nea di Polygon ha apprezzato il modo in cui Sukuna si presenta come un "sadico crudele e privo di emozioni", sottolineando come la sua azione di uccidere Yuji nelle prime fasi della storia abbia aiutato l’anime a "fingere prevedibilità". Il risveglio di Sukuna nel corpo di Yuji è stato descritto come "disgustoso e fantastico".
David Eckstein-Schoemann di UNF Spinnaker ha elogiato la dualità tra protagonista e antagonista, affermando: "si pensa a tutte le possibilità... e ne traggono il massimo vantaggio. Il conflitto e le interazioni tra Yuji e Sukuna sono sia creativi che brillanti. Giocano molto con le tue aspettative".
Il personaggio è stato spesso paragonato a Ichigo Kurosaki di Bleach, in particolare nella sua forma Hollow, per i parallelismi nelle prime apparizioni: entrambi sono giovani combattenti che sviluppano poteri soprannaturali e un alter ego oscuro, utilizzato per proteggere gli altri da mostri giganteschi. Comic Book Resources ha inoltre confrontato la tentazione di Yuji di usare Sukuna con quella vissuta da altri eroi shōnen, come Ichigo e il suo Hollow, come simbolo dei conflitti interiori affrontati dai protagonisti.
In un sondaggio di popolarità condotto da Viz Media nel marzo 2021, Sukuna è stato votato come il nono personaggio più popolare della serie. In un secondo sondaggio di Shonen Jump del dicembre 2021, è sceso alla tredicesima posizione. Ai 5° Crunchyroll Anime Awards, Sukuna ha vinto il premio come Miglior Antagonista, mentre il suo combattimento contro Satoru Gojo è stato nominato come Miglior Scena di Combattimento.